# Il ratto delle Sabine (film, 1945)
Pour les articles homonymes, voir Il ratto delle Sabine.
Pour plus de détails, voir Fiche technique et Distribution.
Il ratto delle Sabine, renommé ensuite Il professor Trombone, est une comédie italienne de Mario Bonnard sortie en 1945. 
Parmi les interprètes, on trouve Mario Castellani, pour la première fois aux côtés de Totò sur grand écran, et Giuseppe Rinaldi, plus connu en tant qu'acteur de doublage.
Il s'agit du premier film italien dans lequel un juron (« vaffanculo ») est prononcé.

## Synopsis
Aristide Tromboni et sa petite troupe de comédiens sont à la recherche de textes et surtout de nourriture. Dans un petit village de campagne, ils rencontrent le professeur Molmenti, désireux de mettre en scène son délirant drame historique L'Enlèvement des Sabines. Tromboni propose de jouer dans le théâtre, à condition que le professeur paie comptant les costumes et les décors. Molmenti demande que l'auteur de la pièce reste anonyme, mais lorsque deux acteurs quittent la troupe, il accepte de les remplacer en montant sur scène avec sa fidèle domestique, l'impassible Rosina. Entre costumes ridicules et acteurs inadaptés (le nom du roi des Sabines, de Tazio devient « Gaetano »), la pièce connaît un fiasco retentissant.

## Fiche technique
- Titre italien : Il ratto delle Sabine[2]
- Réalisation : Mario Bonnard
- Scénario : Mario Bonnard, Mario Amendola, Giorgio Moser
- Photographie : Giuseppe La Torre
- Montage : Gino Talamo
- Musique : Cesare A. Bixio, Giulio Bonnard (it)
- Décors : Mario Rappini
- Sociétés de production : Capitani Film
- Pays de production :  Royaume d'Italie
- Langue originale : italien
- Format : Noir et blanc - 1,37:1 - Son mono - 35 mm
- Durée : 73 minutes
- Genre : comédie
- Dates de sortie : 
  - Royaume d'Italie : 4 décembre 1945

## Distribution
- Totò : le cavalier Aristide Tromboni
- Carlo Campanini : Maestro Ernesto Molmenti
- Clelia Matania : Rosina
- Laura Gore : Paolina
- Olga Solbelli : Matilde
- Luisa Alliani : Ermenegilda Tromboni
- Mario Pisu : Alberto Randoni
- Claudio Ermelli : Germani
- Giuseppe Rinaldi : Emilio
- Aldo Silvani : Tancredi
- Lia Corelli : Mariannina, la fille de Tancrède
- Mario Castellani : le propriétaire du théâtre
- Fosca Spadaro : la fille de Tancrède
- Peppino Spadaro : Turiddu, le machiniste
- Aristide Garbini : Bartolomeo
- Ciro Berardi : le brigadier des carabiniers
- Italo Pirani : le directeur de l'école
- Erminio Spalla : Giovanni, le charretier

## Production
Il s'agit d'une adaptation par Mario Bonnard et Mario Amendola de la pièce Der Raub der Sabinerinnen (de) de Franz (de) et Paul von Schönthan (de), le film a été réalisé à l'automne 1945 aux studios Capitani, Via degli Avignonesi à Rome, dans les mêmes locaux où Rossellini avait récemment tourné les intérieurs de Rome, ville ouverte.
La version originale du film n'existe plus. Tourné à la hâte et avec peu de moyens dans une période dramatique pour l'Italie, le film a ensuite été remonté, en retravaillant le négatif original, pour préparer une nouvelle édition sortie en 1950 sous le titre Il professor Trombone ; c'est la seule version du film qui subsiste aujourd'hui.